# Insígnia de Madeira

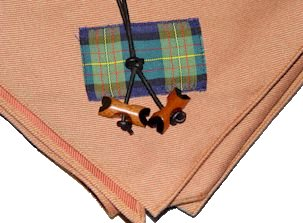

Wood Badge é um programa de liderança de escotismo e o prêmio relacionado para líderes adultos nos programas de associações de escoteiros em todo o mundo. 
Os cursos Wood Badge visam formar escoteiros líderes ensinando práticas avançadas de liderança, e criando laços entre humanos e compromissos pessoais para o movimento escotista. Os cursos geralmente combinam aulas e prática em ambientes naturais.
Originalmente, B-P tinha pensado em oferecer aos formandos do curso dois pendões para o chapéu, à semelhança do que os oficiais americanos usavam. Entretanto, enquanto vasculhava nas recordações que tinha trazido de África e da Índia, encontrou um colar com contas de madeira, tendo optado por estas. Ainda assim, as suas primeiras ideias para o uso das contas foram para o chapéu, a imitar os pendões, ou na casa de um dos botões do casaco.
Em breve, B-P decidiu alterar estas ideias, provavelmente pelo facto de que os portadores da Insígnia de Madeira só poderiam usar as contas quando estivessem com o chapéu (ao ar livre) ou de casaco. O uso das contas num colar, usando um atilho de couro, permitiria aos seus portadores usá-las em todas as circunstâncias. A ideia do atilho e do colar poderá ter tido origem noutra recordação que B-P trouxe de África. Durante o Cerco de Mafeking, numa das rondas que B-P fazia frequentemente pela cidade, um rapaz indígena interpelou-o, admirado por ele não andar a assobiar e sorrindo, como era costume. Numa breve troca de palavras, em que B-P se mostrou menos esperançado quanto ao futuro, dadas as condições adversas e dramáticas do cerco, o rapaz ofereceu-lhe um atilho de couro, que lhe tinha sido dado pela mãe à nascença, para dar sorte e afastar os maus espíritos. Nesse mesmo dia, a cidade recebeu a notícia de que o Coronel Plumer e as suas tropas iriam chegar a Mafeking nos próximos dias.

## Lista de Escotistas Brasileiros Insígnia da Madeira
| Escotista                                | Região | Ramo                  | Ano   |
| ---------------------------------------- | ------ | --------------------- | ----- |
| George Edward Fox                        | RJ     | Escoteiro             | 1924  |
| David Mesquita de Barros                 | RJ     | Escoteiro             | 1929  |
| Léo Borges Fortes                        | RJ     | Escoteiro             | 1951  |
| Eugen Emil Pfister                       | SP     | Escoteiro             | 1952  |
| Orestes Pero                             | SP     | Escoteiro             | 1952  |
| George Duncan Shellard                   | SP     | Escoteiro             | 1952  |
| João Ribeiro dos Santos                  | RJ     | Escoteiro             | 1952  |
| João Fernandes Brito                     | RJ     | Escoteiro             | 1953  |
| Orestes Pero                             | SP     | Lobinho               | 1954  |
| José de Araújo Filho                     | RJ     | Escoteiro             | 1954  |
| Carlos Gusmão de Oliveira Lima           | RJ     | Escoteiro             | 1954  |
| Geraldo Hugo Nunes                       | RJ     | Escoteiro             | 1954  |
| Carlos Gusmão de Oliveira Lima           | RJ     | Lobinho               | 1955  |
| Frei Daniel Kromer                       | RJ     | Escoteiro (religioso) | 1955  |
| Darcy Evaristo Malta                     | MG     | Escoteiro             | 1955  |
| Ryozo Osoegawa                           | SP     | Escoteiro             | 1955  |
| Francisco Floriano de Paula              | MG     | Escoteiro             | 1956  |
| Walter da Costa Quintão                  | RJ     | Escoteiro             | 1957  |
| Adelk Bristão                            | SP     | Escoteiro             | 1958  |
| João Ribeiro dos Santos                  | RJ     | Lobinho               | 1958  |
| Léo Borges Fortes                        | RJ     | Lobinho               | 1958  |
| Léo Borges Fortes                        | RJ     | Pioneiro              | 1958  |
|                                          |        |                       |       |
| Moacyr Mallemont Rebello Filho           |        | Sênior                | 1962  |
| Carmen Pfister                           |        | Lobinho               | 1962  |
| Jean Henry Lear Albert                   |        | Dirigente             | 1966  |
| José de Araújo Filho                     | RJ     | Escoteiro do Mar      |       |
| Pe. Aloísio Catão Torquato               |        | Escotismo Religioso   |       |
| Dom Aniano Leno Urdombi                  |        | Escotismo Religioso   |       |
| Frei Anselmo Vilar de Carvalho           |        | Escotismo Religioso   |       |
| Pe. Ayrton Alvarez Bitencourt            |        | Escotismo Religioso   |       |
| Pe. Danielle Caprotti                    |        | Escotismo Religioso   |       |
| Pe. Danilo José de Oliveira              |        | Escotismo Religioso   |       |
| Ir. Dionísio Tonial                      |        | Escotismo Religioso   |       |
| Pe. Domingos Tonini                      |        | Escotismo Religioso   |       |
| Frei Edgar José Munchen                  |        | Escotismo Religioso   |       |
| Ir. Egídio Verganttini                   |        | Escotismo Religioso   |       |
| Ir. Gilberto Van Nierck                  |        | Escotismo Religioso   |       |
| Frei Gunther Max Walzer                  |        | Escotismo Religioso   |       |
| Pe. Ilário Govoni                        |        | Escotismo Religioso   |       |
| Pe. Jan Dec                              |        | Escotismo Religioso   |       |
| Frei Salvador Joannes Louis Marie Tonino |        | Escotismo Religioso   |       |
| Frei Jerônimo Brodka                     |        | Escotismo Religioso   |       |
| Frei Carlos Karl Heinz Weber             |        | Escotismo Religioso   |       |
| Frei Metódio de Haas                     |        | Escotismo Religioso   |       |
| Pe. Stefan Kucharski                     |        | Escotismo Religioso   |       |
| Ir. Theobaldo Sausen                     |        | Escotismo Religioso   |       |
| André Luiz da Silva                      | GO     | Escoteiro             | 2019  |
| Oswaldo Cavalcante de Oliveira           | RJ     | Escoteiro             | 78°GE |